# Case Magdalene

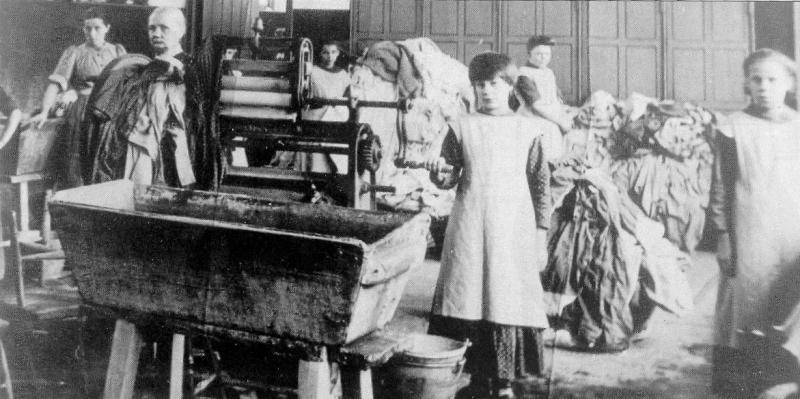
Una lavanderia Magdalena irlandese, inizi del XX secolo circa

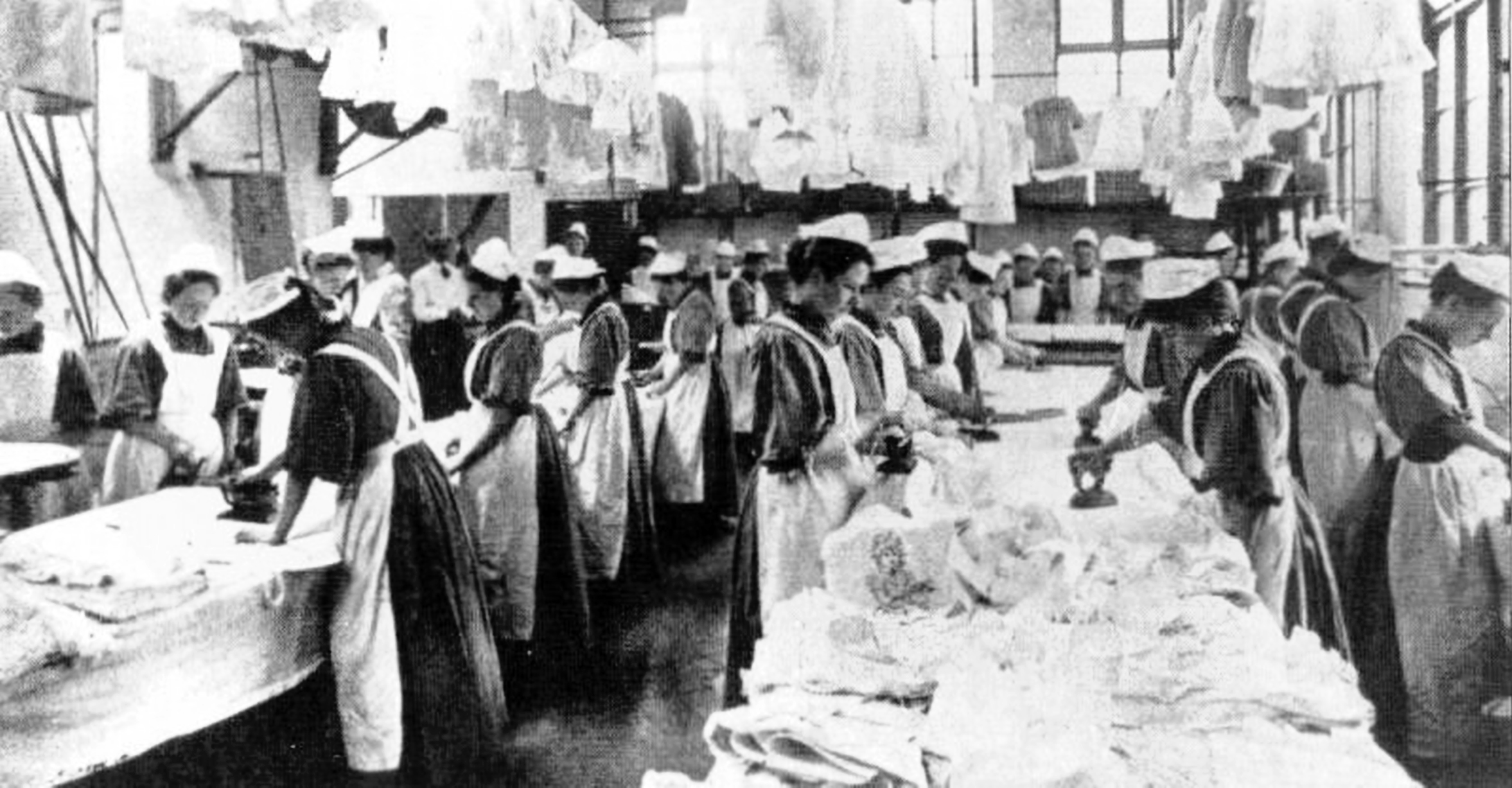
Una casa Magdalena inglese, inizi del XX secolo circa

Le Case Magdalene erano istituti femminili, in funzione dal 1765 e fino all’inizio del terzo millennio, che accoglievano le ragazze orfane, o ritenute "immorali", per via della loro condotta considerata peccaminosa o in contrasto con le norme della società dell'epoca. La maggior parte di questi istituti furono gestiti dal 1922 per conto dei governi irlandesi da suore appartenenti a diversi ordini religiosi della Chiesa cattolica.

## Storia
Le Case Magdalene sorsero in Inghilterra e in Irlanda nel XIX secolo, avendo convenzionalmente come scopo la riabilitazione di donne che avevano lavorato come prostitute. In Irlanda le Case prendevano il nome da Santa Maria Maddalena, che secondo la tradizione cattolica si pentì dei suoi peccati e divenne una fedele seguace di Gesù.
La prima Casa Magdalena sorta in Irlanda fu fondata a Dublino da Lady Arabella Denny nel 1765, una filantropa di religione anglicana figlia del conte T. FitzMaurice. Nella maggior parte di questi istituti femminili le donne, per lo più ragazze adolescenti, erano trattenute spesso contro la loro volontà: questo avveniva anche grazie alla complicità dei familiari delle ragazze, preoccupati di mantenere integro l'onore e la reputazione della loro famiglia e così, per evitare un pubblico scandalo, le giovani erano condotte in questi istituti con l'intenzione di far espiare loro quelli che erano comunemente considerati gravi peccati.
Essere madre nubile, essere troppo avvenente o troppo brutta, essere rimasta vittima di uno stupro, erano alcune tra le cause più frequenti per cui si decideva di affidare le donne alle Case Magdalene. Una volta accolte, le ragazze erano impegnate quotidianamente in estenuanti lavori, come lavare il bucato a mano: il duro lavoro, le privazioni e la preghiera erano la condotta che bisognava tenere e che costituiva il cammino verso la redenzione dei peccati del passato.
Le Case Magdalene furono in breve prese sotto l'amministrazione e la tutela da parte della Chiesa cattolica, che ne aiutò la diffusione: le Case, però, che inizialmente erano concepite solo come ricoveri di breve durata, si trasformarono nel tempo in istituzioni a lungo termine. La ragione d'essere di queste Case si discostava, così, sempre più dal loro intento iniziale, cioè togliere dalla strada le prostitute e riabilitarle nella società, aiutandole a trovare un impiego fisso che, a causa dei loro trascorsi, era sempre stato negato loro.
 Alle penitenti era richiesto di lavorare, soprattutto come lavandaie, il più delle volte contro la loro stessa volontà. Le suore, cui era affidata la dirigenza degli istituti, attuavano severe regole e duri provvedimenti, atti a scoraggiare la volontà delle donne ad abbandonare gli istituti e che, allo stesso tempo, cercavano di motivarle alla penitenza.
Nell'accettazione delle ricoverate non veniva fatta alcuna discriminazione per religione, colore della pelle o nazionalità. Dopo il ricovero, le donne che desideravano rimanere nella Casa erano poste sotto il comando di una suora e venivano chiamate "Sorelle di Santa Margherita". Seguivano delle regole di vita severe, ma non pronunciavano alcun voto religioso.
L'esistenza delle Case Magdalene non fu tenuta di gran conto fino al 1993, quando un ordine di suore a Dublino vendette parte del convento a un imprenditore immobiliare. I resti di 155 ricoverate, che erano stati tumulati in tombe anonime all'interno della proprietà, furono esumati e, fatta eccezione per un corpo, cremati e seppelliti in una tomba comune nel cimitero di Glasnevin. Questo scatenò uno scandalo pubblico. Nel 1999 Mary Norris, Josephine McCarthy e Mary-Jo McDonagh, ricoverate nella Casa, fecero un resoconto del trattamento ricevuto nella Casa.

## Il rapporto McAleese
Nel 2013, un’inchiesta guidata dal senatore irlandese Martin McAleese, ufficialmente conosciuto come il “Rapporto del Comitato Interdipartimentale per stabilire i fatti del coinvolgimento dello Stato irlandese con le Case Magdalene”, scoprì che il governo e la forza di polizia irlandese “Garda” furono responsabili nel mandare le giovani donne nelle Case Magdalene e nel non proteggere i loro diritti come lavoratrici.

## Critiche
Per via delle dure condizioni di vita e delle rigide regole imposte alle donne che vi vivevano, molto spesso sono state mosse critiche contro queste istituzioni, paragonandole in definitiva a delle vere e proprie lavanderie industriali, dove la manodopera delle operaie, non essendo retribuita, permetteva proficui guadagni agli istituti. In Irlanda, questi luoghi erano conosciuti come Magdalene Laundries (Lavanderie Magdalene). È stato calcolato che circa 30.000 donne furono ospitate nel corso dei 150 anni di storia di queste istituzioni. L'ultima Casa Magdalene in Irlanda è stata chiusa il 25 settembre del 1996. A tutt'oggi non esiste una statistica esatta di quante donne siano state ospitate complessivamente.

## Nei media
- Nel documentario Sex in a Cold Climate del 1998, per la regia di Steve Humphries, furono intervistate ex ricoverate delle Case Magdalene, che riferirono di aver subito abusi sessuali, psicologici e fisici continuati sia dalle suore sia dai preti e di essere state completamente isolate dal mondo esterno durante il loro periodo di ricovero.[5]

Ulteriori informazioni sulla vita nelle Case Magdalene sono presentate nei film: 
- Magdalene (The Magdalene sisters), regia di Peter Mullan del 2002
- Philomena, regia di Stephen Frears, del 2013

- The Woman in the Wall, miniserie televisiva del 2023
- Piccole cose come queste, regia di Tim Mielants, del 2024

ed inoltre in: 
- Magdalene, canzone dei Bear's Den (2014)
- The Magdalene Laundries, canzone di Joni Mitchell (1994)
- Piccole cose da nulla (Small Things like These, 2021), di Claire Keegan, traduzione di Monica Pareschi, Torino, Einaudi, 2022, ISBN 978-88-06-25163-5.